# HD 88955
HD 88955 là tên của một ngôi sao đơn lẻ có ánh sáng màu trắng nằm trong chòm sao phương nam Thuyền Phàm. Ngôi sao này có cấp sao biểu kiến là 3,85, do vậy ta có thể nhìn thấy ngôi sao này bằng mắt thường và rõ nhất trong điều kiện thời tiết tốt cũng như ở nơi có độ ô nhiễm ánh sáng ở mức thấp nhất. Dựa trên giá trị thị sai đo được từ Trái Đất, ngôi sao này cách mặt trời của chúng ta 100 năm ánh sáng. Hiện tại, nó đang di chuyển xa ra khổi chúng ta với vận tốc 7 km/s. Phép suy luận Bayes cho thấy HD 88955 nằm trong mối liên kết sao Argus, một nhóm các ngôi sao cùng chuyển động thường liên kết với cụm sao mở IC 2391.
Nó là một ngôi sao có quang phổ loại A2 V và nằm trong dãy chính. Nó có tuổi khoảng 410 triệu năm và tốc độ tự quay quanh trục của nó là 100 km/s. Khối lượng của nó là khoảng gấp 2,17 lần khối lượng mặt trời và bán kính gấp 2,11 lần mặt trời dựa trên giá trị đường kính góc kết hợp với khoảng cách xấp xỉ. Nó phát ra ánh sáng gấp 23 lần mặt trời với nhiệt độ hiệu dụng nơi quang cầu là 9451 Kelvin. Sự dư thừa của tia hồng ngoại cho thấy ngôi sao này chứa một đĩa sao với khối lượng (3.6 ± 3.0) × 10−7 lần khối lượng Trái Đất. Nó có nhiệt độ 138 ± 21 Kelvin, quay quanh ngôi sao của nó và nằm cách nó 19.3 ± 5.7 đơn vị thiên văn.

## Dữ liệu hiện tại
Theo như quan sát, đây là ngôi sao nằm trong chòm sao Thuyền Phàm và dưới đây là một số dữ liệu khác:
- Xích kinh 09h 51m 44.15792s[3]
- Độ nghiêng −46° 32′ 18.9851″[3]
- Cấp sao biểu kiến 3.85[2]
- Cấp sao tuyệt đối 1.39[10]
- Vận tốc hướng tâm +74±27[4] km/s
- Loại quang phổ A2 V[2]
- Giá trị thị sai 32.7054 +/- 0.3218 mas[3]